# Droga magistralna A10 (Litwa)
Droga magistralna A10 (lit. Magistralinis kelias A10) – litewska droga magistralna długości 66,10 km. Biegnie od Poniewieża do granicy litewsko-łotewskiej, gdzie przechodzi w łotewską drogę magistralną A7 w kierunku Rygi. A10 jest częścią szlaku Via Baltica.

## Miejscowości znajdujące się przy drodze magistralnej A10
- Poniewież
- Poswol
- Sałaty - granica z Łotwą